# Jerzy Andrzejewski
Jerzy Andrzejewski (Varsovie, Pologne, le 19 août 1909 – Varsovie, Pologne, le 19 avril 1983) est un écrivain polonais.

## Biographie
Il a fait des études de philologie polonaise à l’université de Varsovie. Il commence sa carrière en 1932 en écrivant pour le quotidien ABC. En 1936, il publie son premier livre Drogi nieuniknione, un recueil de courtes histoires. Durant la Seconde Guerre mondiale, il continue à écrire dans la clandestinité. À la fin du conflit, il rejoint le parti communiste polonais qui prend le pouvoir. En 1952, il est élu député (jusqu’en 1957) et devient rédacteur en chef de la revue Przegląd Kulturalny (jusqu’en 1955). De 1955 à 1956, il fait partie de la rédaction du mensuel littéraire Twórczość (Création). En 1956, il quitte le parti communiste et devient un des principaux critiques du socialisme polonais. En 1972, il commence à collaborer à l’hebdomadaire Literatura. En 1976, il s’adresse directement aux grévistes polonais incarcérés et son texte est publié dans toute l’Europe. La même année, avec d’autres, il fonde le Comité de défense des ouvriers (KOR).

## Œuvres
- 1936 : Drogi nieuniknione (nouvelles)
- 1938 : Ład serca (roman)
- 1945 : Noc (récit)
- 1948 : Popiół i diament (Cendres et Diamant, roman)
- 1952 : Partia i twórczość pisarza (recueil d’articles politiques)
- 1957 : Ciemności kryją ziemię
- 1960 : Bramy raju (Les Portes du paradis, roman)
- 1963 : Idzie skacząc po górach (Sautant sur les montagnes, roman)
- 1968 : Apelacja (roman)
- 1973 : Prometeusz (pièce)
- 1976 : Teraz na ciebie zagłada (récit)
- 1979 : Miazga (La Pulpe, roman)
- 1980 : Nowe opowiadania (récit)
- 1983 : Nikt (récit)
- 1987 : Gra z cieniem (journal)
- 1988 : Z dnia na dzień (journal)

La biographie de l'écrivain : Anna Synoradzka, Andrzejewski, Cracovie, 1997.

## Récompenses et distinctions
- Décoré dans l'Ordre de la Bannière du Travail
- Commandeur de l'Ordre Polonia Restituta